# 비아프라
비아프라(Biafra) 또는 비아프라 공화국은 1967년에 나이지리아의 남동부의 동부주가 분리독립을 선언함에 따라 수립된 이그보족을 주체로 한 국가이다. 1967년 5월 30일부터 1970년 1월 15일까지 존립했다.
이그보족에 의한 분리 독립 운동은 나이지리아의 여러 민족간에 존재하는 경제적, 민족적, 문화적, 종교적 긴장때문에 발생했으며, 국가명 비아프라는 대서양과 접한 나이지리아 남부의 만인 비아프라만(보니만)에서 가져온 것이다. 분리독립운동은 나이지리아 내전(內戰)에 한 원인을 제공했으며, 동(同)내전은 달리 나이지리아-비아프라 전쟁으로 불리기도 한다.
당시 가봉, 코트디부아르, 아이티, 탄자니아, 잠비아 등이 승인을 했고 몇몇 나라들이 공식적인 승인은 유보한 채 일정한 원조를 제공했다. 그 외에도 다양한 국제단체들이 원조를 제공했다.

## 개요

#### 나이지리아로부터 독립
1966년에 나이지리아 군부에 의한 쿠데타가 발발, 사태를 수습한 나이지리아군의 이론시 소장은 북부와 동부와 서부의 세 주에서 주마다 수상을 보유하는 당시의 연방제를 폐지하고 중앙집권화를 도모하기 위해, 지방을 12주로 분할하려고 했다. 그러나 이를 이보족에 의한 지배체제를 도모하는 것으로 본 일부세력에 의해 이론시는 살해되고 연이어 북부나 서부에 거주하던 이보족에 대한 학살이 일어났다. 혼란의 와중에 권력을 잡은 고워 중령은 이보족 박해는 억제하지 않고, 기존 연방제를 부활시킴과 동시에 주의 세분화를 진행시키려고 했다.
1967년 5월 30일 군사 정권에 반발하는 이보족을 중심으로 한 동부주의 군정관인 오쥬크 중령이 독립을 선언해, 비아프라 공화국을 건국했다.

#### 비아프라 전쟁
나이지리아 정부는 즉시 비아프라를 경제봉쇄하고 7월 6일 전쟁에 돌입했다. 비아프라군은 한때 서부로 진격하기도 했지만, 방어전으로 변해 수도도 〈에누그〉로부터 〈아바〉, 〈움아히아〉로 점차 이전을 강요당해 1969년에는 <오웨리>로 옮겼다. 1970년 임시 수도 오웨리가 함락당하며 비아프라공화국은 완전히 멸망하고 비아프라 전쟁은 종결됐다.
전쟁 말기, 200만 명의 아사자(餓死者)를 내 비아프라의 비극으로 불리며 세계적으로 주목을 받았다. 동(同)공화국의 멸망 후, 국외로 탈출한 민족파 등이 비아프라 망명정부를 수립해, 없어진 조국을 재건하기 위해 지금도 활동을 계속하고 있다.

## 같이 보기
- 암바조니아